# Bakary Gassama

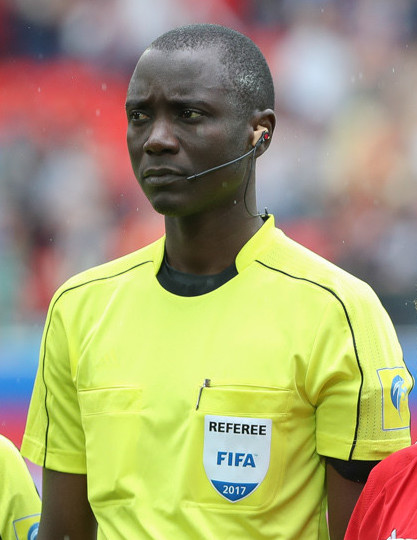
Gassama als Schiedsrichter beim Confed Cup 2017

Bakary Papa Gassama (* 10. Februar 1979) ist ein gambischer Fußballschiedsrichter.

## Werdegang
Gassama ist seit 2007 FIFA-Schiedsrichter. Beim olympischen Fußballturnier 2012 leitete er zwei Vorrundenspiele und wurde im Finale als Vierter Offizieller eingesetzt. Außerdem leitete er Spiele bei den Afrikameisterschaften 2012 und 2013 sowie in der Qualifikation zur WM 2014. 2013 wurde er außerdem für jeweils zwei Spiele bei der U20-Weltmeisterschaft und der Klub-Weltmeisterschaft angesetzt.
Als erster Vertreter seines Landes leitete er bei der WM 2014 ein Spiel, das 2:0 der Niederlande gegen Chile.
Für den FIFA-Konföderationen-Pokal 2017 in Russland wurde er von der FIFA als einziger Hauptschiedsrichter aus der afrikanischen Konföderation (CAF) nominiert.
Für die Fußball-Weltmeisterschaft 2018 wurde Gassama erneut seitens der FIFA berücksichtigt. Ursprünglich waren ihm, wie bereits beim Confed-Cup ein Jahr zuvor, Jean-Claude Birumushahu aus Burundi, sowie Marwa Range aus Kenia als Assistenten vorgesehen. Nachdem Range kurz vor Turnierbeginn der Bestechlichkeit überführt und von der Schiedsrichterliste gestrichen worden war, assistierte an seiner statt der Algerier Abdelhak Etchiali Gassama in seinem einzigen Turnierauftritt als Feldschiedsrichter. Nach einem weiteren Einsatz als Vierter Offizieller war für Gassama das Turnier in Russland beendet.
Am 31. Mai 2019 leitete Gassama das Final-Rückspiel der CAF Champions League 2019 zwischen Titelverteidiger Espérance Tunis und Wydad Casablanca. Nach 60 Minuten unterbrach er dieses beim Stand von 1:0, als er seine Entscheidung zum nicht-gegebenen 1:1-Ausgleich per Videobeweis überprüfen lassen wollte und dieser defekt war. Nach über einer Stunde Unterbrechung beendete er das Spiel. Im Anschluss kam es zu tumultartigen Auseinandersetzungen. Tunis gewann die Champions League durch ein 1:1 im Hinspiel, bei dem es bereits Auffälligkeiten gegeben hatte.
Im Vorfeld der Fußball-Weltmeisterschaft 2022 leitete er zwei Spiele beim FIFA-Arabien-Pokal 2021 und wurde im Anschluss erneut in das Hauptschiedsrichteraufgebot seiner dritten WM-Endrunde berufen. Als Assistenten wurden ihm Elvis Noupue aus Kamerun und der Ägypter Mahmoud Abouelregal zugeteilt. Durch seinen Einsatz als Feldschiedsrichter zwischen den Niederlanden und Gastgeber Katar ist er einer von 14 Schiedsrichtern in der Geschichte der Fußball-Weltmeisterschaften, die bei drei Endrunden zu einer Spielleitung kamen, und der erste Afrikaner in dieser Rubrik.
Neben seiner Schiedsrichtertätigkeit ist Gassama als Geschäftsmann tätig.

## Einsätze bei Turnieren

### Olympisches Fußballturnier 2012
| Phase        | Datum         | Spielort  | Heimmannschaft | Gastmannschaft | Ergebnis  |
| ------------ | ------------- | --------- | -------------- | -------------- | --------- |
| Gruppenphase | 26. Juli 2012 | Coventry  | Belarus        | Neuseeland     | 1:0 (1:0) |
| Gruppenphase | 1. Aug. 2012  | Newcastle | Brasilien      | Neuseeland     | 3:0 (2:0) |

### Fußball-Weltmeisterschaft 2014
| Phase        | Datum         | Spielort  | Heimmannschaft | Gastmannschaft | Ergebnis  |
| ------------ | ------------- | --------- | -------------- | -------------- | --------- |
| Gruppenphase | 23. Juni 2014 | São Paulo | Niederlande    | Chile          | 2:0 (0:0) |

### FIFA-Konföderationen-Pokal 2017
| Phase        | Datum         | Spielort | Heimmannschaft | Gastmannschaft | Ergebnis  |
| ------------ | ------------- | -------- | -------------- | -------------- | --------- |
| Gruppenphase | 21. Juni 2017 | Sotschi  | Mexiko         | Neuseeland     | 2:1 (0:1) |

### Fußball-Weltmeisterschaft 2018
| Phase        | Datum         | Spielort | Heimmannschaft | Gastmannschaft | Ergebnis  |
| ------------ | ------------- | -------- | -------------- | -------------- | --------- |
| Gruppenphase | 16. Juni 2018 | Saransk  | Peru           | Dänemark       | 0:1 (0:0) |

### FIFA-Arabien-Pokal 2021
| Phase        | Datum        | Spielort  | Heimmannschaft | Gastmannschaft | Ergebnis  |
| ------------ | ------------ | --------- | -------------- | -------------- | --------- |
| Gruppenphase | 1. Dez. 2021 | ar-Rayyan | Saudi-Arabien  | Jordanien      | 0:1 (0:0) |
| Gruppenphase | 6. Dez. 2021 | al-Chaur  | Katar          | Irak           | 3:0 (0:0) |

### Fußball-Weltmeisterschaft 2022
| Phase        | Datum         | Spielort | Heimmannschaft | Gastmannschaft | Ergebnis  |
| ------------ | ------------- | -------- | -------------- | -------------- | --------- |
| Gruppenphase | 29. Nov. 2022 | al-Chaur | Niederlande    | Katar          | 2:0 (1:0) |